# Современное пиратство
Современное пиратство — преступление, состоящее в незаконном захвате, ограблении или потоплении торговых, морских или речных судов. В этом смысле современное пиратство ничем не отличается от пиратства, известного с глубокой древности, ещё с античных времён. 

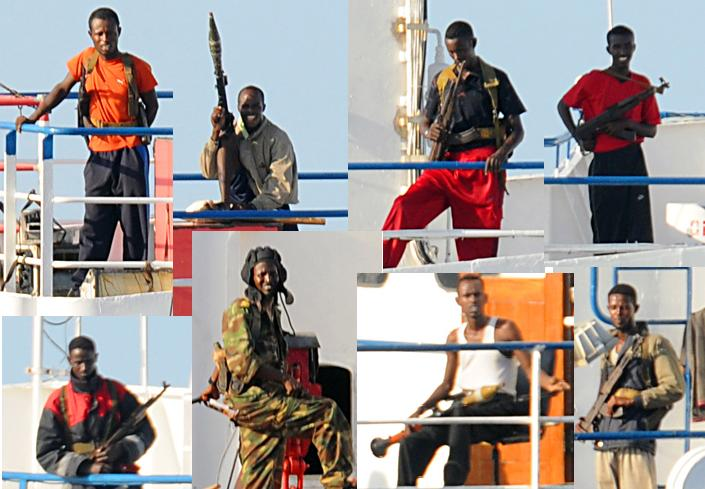
Сомалийские пираты

В современном международном праве к пиратству также приравнивается нападение во время войны кораблей, подводных лодок и военных самолётов на торговые суда нейтральных стран.
При этом пиратские суда, летательные аппараты и их экипажи не должны пользоваться защитой какого-либо государства. Пиратские судна независимо от флага могут преследоваться в открытом море военными судами (летательными аппаратами) любого государства и быть ими задержаны (захвачены), а в случае сопротивления — и потоплены. При этом пиратское судно подлежит конфискации, а его экипаж уголовному преследованию и наказанию по законам захватившего его государства.
Помимо этого военные суда любого государства имеют право, если у них возникли достаточные основания подозревать, что какое-либо судно занимается морским разбоем, задержать любое судно, подозреваемое в пиратстве.
Среди пиратов есть специализация: разведка, группа захвата, охрана на суше, переговорщики.

## Современное законодательство относительно пиратства
Как уже было сказано, возникло пиратство в глубокой древности и существует и в наши дни. По прошествии времени, преступления пиратства и связанные с ними правила юрисдикции были подвергнуты международной кодификации, изложенной в преамбуле настоящей статьи.
Основные современные международные правовые документы, регламентирующие борьбу с морским пиратством:
- Женевская Конвенция о территориальном море и прилегающей зоне 1958 года;
- Международная конвенция по охране человеческой жизни на море 1974 года (Конвенция СОЛАС-74);
- Конвенция ООН по морскому праву 1982 года;
- Международный кодекс по охране судов и портовых средств;
- резолюции Международной морской организации ООН (IMO);
- рекомендации Международного морского бюро (IMB)[англ.], являющегося подразделением Международной торговой палаты.

В Ст. 100 Конвенции ООН 1982 года закреплена обязанность государств: 
сотрудничать в максимально возможной степени в пресечении пиратства в открытом море или в любом другом месте за пределами юрисдикции какого-либо государства

В Ст. 105 указанной конвенции установлены общие полномочия по захвату пиратского судна: 
В открытом море или в любом другом месте вне юрисдикции какого бы то ни было государства любое государство может захватить пиратское судно или пиратский летательный аппарат либо судно, или летательный аппарат, захваченные посредством пиратских действий и находящиеся во власти пиратов, арестовать находящихся на этом судне или летательном аппарате лиц и захватить находящееся на нем имущество. Судебные учреждения того государства, которое совершило этот захват, могут выносить постановления о наложении наказаний и определять, какие меры должны быть приняты в отношении таких судов, летательных аппаратов или имущества, не нарушая прав добросовестных третьих лиц.
Это положение устанавливает, таким образом, универсальную юрисдикцию, уполномочивая «любое государство» действовать с целью захвата пиратского судна.
В Ст. 227 УК РФ, согласно которой пиратство — это «нападение на морское или речное судно в целях завладения чужим имуществом, совершённое с применением насилия либо с угрозой его применения», — установлена уголовная ответственность за пиратство.

## Общие сведения

### Пиратство в Малаккском проливе
В конце 1990-х — начале 2000-х годов, вероятно, самым опасным местом в мире в отношении угрозы пиратства был Малаккский пролив между Малайским полуостровом (западная Малайзия) и индонезийским островом Суматра. У побережья Сингапура, в районе канала Филлипс длиной 805 километров, ширина пролива составляет всего 2,5 км — это самое узкое место на маршрутах транспортировки нефти в мире. Всё это делает пролив очень привлекательным местом для действий террористов и пиратов. Пиратство стало самой большой проблемой для пролива в последние годы.

Количество пиратских нападений выросло с 25 в 1994 до 220 в 2000-м.
В начале 2004 года количество нападений пиратов в проливе вновь резко возросло. В 2004 году было зарегистрировано 325 пиратских атак по всему миру; при этом 9 из них произошли в водах Малайзии, 8 в водах Сингапура и 93 в водах Индонезии.
Это вынудило власти Малайзии, Индонезии и Сингапура организовать с июля 2004 года постоянное патрулирование всего пролива вооружёнными силами этих стран. Однако, в то время как Сингапур являлся сторонником международной поддержки этих усилий, Индонезия и Малайзия выступали против иностранной интервенции. Было неизвестно, смогут ли эти три страны устранить пиратство. Проблема особенно остро стояла в Индонезии.
В 2006 году к многонациональному антипиратскому патрулированию в Малаккском проливе совместно с Индонезией, давшей понять, что у неё недостаточно сил для патрулирования пролива, наконец, согласились присоединиться ВМС Индии и индийская береговая охрана.
При этом Индия также построила базу БПЛА на Андаманских и Никобарских островах для наблюдения за Андаманским морем, прилегающим к Малаккскому проливу.
Благодаря сотрудничеству между этими странами и, в некоторой степени, с Таиландом пиратство в регионе почти ликвидировано: в 2008 году было зафиксировано всего две попытки нападения. Но, по словам эксперта по пиратству Кэтрин Зары Рэймонд:
Трудно понять, в особенности из-за пределов региона, причину этого изменения частоты нападений пиратов и масштабов проблемы. В то время, как в прошлом пиратство на водных путях, безусловно, вызывало серьёзное беспокойство, т.к. в 2000 году число нападений достигло семидесяти пяти, с 2005 года число случаев неуклонно снижалось, прежде всего, в результате контрмер трёх прибрежных государств Малайзии, Сингапура и Индонезии. Это снижение было достигнуто, несмотря на 10% рост нападений по всему миру.
21 апреля 2011 года командующий Вооружённых сил Малайзии генерал Тан Шри Дато Шри Азизан Ариффин сказал, что пиратство в Малаккском проливе в 2010 году достигло «уровня, близкого к нулю» в связи с сотрудничеством по патрулированию Малаккского пролива между Малайзией, Сингапуром, Индонезией и Таиландом.
Несмотря на то, что в целом проблему пиратства удалось решить совместными усилиями стран АСЕАН, отдельные нападения пиратов случаются и по сей день.

### Сомалийские пираты
В настоящее время пиратство наиболее активно у берегов Сомалийского региона и Аденского залива.
В данном регионе пиратство началось в 2000 году в связи с нестабильной обстановкой в бывшей Сомали. Сразу же после падения правительства автономного района Сомали Пунтленда, провозгласившего до этого 12 августа 1998 года себя «автономным государством», местные жители, составлявшие местную береговую охрану, стали выходить в море и захватывать рыболовецкие суда под флагами Испании, Китая и Таиланда, требуя «выплаты штрафов» в размере от 20 до 50 тыс. долл. США.
Поначалу сомалийское пиратство не выглядело как серьёзная проблема. После выплаты денег сомалийской диаспоре в любом месте от Лондона до Найроби корабли быстро отпускали. В первые годы пираты поддерживали дисциплину: тех, кто наносил ущерб судам, штрафовали или выгоняли.
Но в 2005 году состоялся инцидент, когда нанятая для охраны таиландского рыболовного корабля «Sirichainava 12» береговая охрана Сомали вместо охраны захватила его, и потребовала выкуп в 800 тыс. долл. США. Хотя эта попытка не удалась, идея была подхвачена.
В 2006 году было совершено от 10 до 20 атак пиратов.
В следующем году количество атак удвоилось, а размер выкупа увеличился до полутора миллионов долларов. Пираты вкладывали полученные деньги в свои корабли и команду.
В 2008 году насчитывалось уже 134 пиратские атаки и 32 захвата. При этом в первый раз был захвачен нефтяной супертанкер «Sirius Star». Этот случай привлек, наконец, к данной проблеме внимание как аналитиков, так и военных, специализирующихся на терроризме.
По информации Международной морской организации (IMO), на 2010 год большинство нападений происходило в Восточной Африке (у берегов Сомали, Мозамбика, Танзании, Кении). В 2011 году выросла опасность для кораблей, проходящих поблизости от Аденского залива и Сомали.
В первом квартале 2011 года у берегов региона Пунтленд произошло 97 нападений пиратов из 142, зарегистрированных в мире. По данным Международного морского бюро (IMB), это составило на 77 % больше по сравнению с предшествующим годом.
Как правило, пираты захватывают корабли ради получения выкупа. В мае 2011 года сомалийские пираты удерживали около 480 моряков и 50 судов в ожидании выкупа. В это же время 1011 пиратов находились в тюрьмах 20 стран, либо будучи осуждёнными, либо ожидая решения суда (по данным ООН).
Выкуп за суда увеличивается. Сообщается, что 7 апреля 2011 года Intertanko — организация независимых владельцев танкеров — выплатила 13,5 миллионов долларов США за выкуп танкера Irene SL, перевозивший 1,8 млн баррелей нефти, и его команду в 25 человек, которые провели в плену у пиратов 58 дней. Стоит отметить, что при этом пиратов не интересовал груз нефти, оцениваемый в 200 млн долл. США. Пираты стали использовать танкер в качестве своего боевого корабля — подходили на нём к другим судам и, пользуясь большей высотой корпуса, обстреливали их сверху.
В среднем пираты получают выкуп в 4 миллиона долларов США за корабль, а затрачивают на операцию 300 тысяч долларов США, из них 180 тысяч идут на взятки.
Среди сомалийских пиратов существует специализация: разведка, группа захвата, охрана на суше, переговорщики. Около 10 процентов выкупа идёт местным пожилым людям, политикам и обществу.
На международной конференции по проблеме пиратства, состоявшейся в апреле 2011 года в Дубае, размер ущерба, нанесённого пиратством, был оценён от 7 до 12 млрд долл. США в год. Перевозчик Maersk ожидает ущерб компании от пиратства в 200 миллионов долларов США на 2011 год. Это означает дополнительные 100—200 долларов на каждые 3000 долларов для их клиентов. С другой стороны, агентства, предоставляющие кораблям охрану, процветают.

### Пиратство в Гвинейском заливе
Гвинейский залив Атлантического океана омывает страны Республика Экваториальная Гвинея, Кот-д'Ивуар, Гана, Того, Бенин, Нигерия, Демократическая Республика Конго и Камерун.
Пираты в Гвинейском заливе обычно представляют собой хорошо вооружённые преступные структуры, которые используют насильственные методы для похищения нефтепродуктов.
Американская организация «Океаны без пиратства» («Oceans Beyond Piracy») — проекта американского фонда «One Earth Future» признала в 2016 году Гвинейский залив самым опасным местом на Земле для мореплавателей.

## Масштабы проблемы
Пиратство в Гвинейском заливе и Нигерии развивалось на протяжении первого десятилетия XXI века. Сначала в Нигерии рискам и нападениям подвергались малые корабли, занимавшиеся перевозкой работников и материалов для нефтяных компаний. Со временем пираты стали более агрессивными и лучше вооружёнными.
Международной морской организацией ООН было зафиксировано 45 случаев нападения на суда в 2010 году и 64 случая нападения в 2011 году, однако также многие нападения остаются документально не зафиксированы.
Начиная с 2011 года нападения пиратов стали проблемой глобального масштаба.
В 2012 году Международное морское бюро (IMB), «Океаны без пиратства» и «Программа по гуманитарным вопросам морского пиратства» сообщили, что количество нападений западноафриканских пиратов на судах достигла высокого уровня: в течение года было осуществлено 966 нападений на моряков. Согласно исследованиям консалтинговой компании «Control Risks», по состоянию на середину ноября 2013 года, пираты Гвинейского залива в среднем ежегодно совершали около 100 попыток угонов, что является третьим показателем в мире после пиратства вблизи сомалийского полуострова и в Малаккском проливе.
По состоянию на 2014 год, пиратские нападения в Западной Африке чаще всего происходили в территориальных водах, терминалах и портах, а не в открытом море, что препятствовало вмешательству международных военно-морских сил. Обычно пираты представляют собой хорошо вооружённые и сложноорганизованные криминальные группировки, которые всё чаще используют плавучие базы для осуществления своих атак. Главной целью местных пиратов является похищение грузов с нефтяных танкеров. Они не придавали большого значения увеличению количества членов экипажа и судам, не перевозящим нефтяные грузы. Более того, деятельность пиратов в Гвинейском заливе характеризуется их насильственным способом действия, который часто включает в себя похищения, пытки и расстрелы членов экипажа. Жестокие методы используются этими группами как часть сознательной «бизнес-модели», в которой насилие и запугивание играют важную роль.Часто пираты выдают себя за представителей террористической организации «Коренной народ Биафры», которая борется за независимость республики Биафра — района на юго-востоке Нигерии.
Акты пиратства препятствуют торговым интересам стран, находящихся в зоне деятельности пиратов. Например, объёмы торговли главного порта Бенина — Котону — в 2012 году упали на 70 %. Убытки от деятельности пиратов в Гвинейском заливе составляют около 2 млрд. долларов США.
Американская организация Oceans Beyond Piracy утверждает, что сейчас сомалийский пиратский промысел потерял «лидерство». Как отмечает ВВС, ранее пираты преимущественно охотились за нефтяными танкерами, но с падением цен на «чёрное золото» они переключились на похищение людей ради выкупа.
Как отметили в организации, сомалийские пираты перестали быть серьёзной угрозой благодаря международной операции военно-морских сил — в 2015 году они не захватили ни одного коммерческого судна.
В 2015 году произошло 54 подобных инцидента. Каждые два из трёх захватов судов в мире приходятся на пиратов Нигерии и Кот-д’Ивуара.
В соответствии с последним докладом Международного морского бюро, являющегося подразделением Международной торговой палаты, в первом квартале 2017 года пираты и вооружённые грабители напали на 43 судна и захватили заложниками 58 моряков, чуть больше, чем за аналогичный период 2016 года.
В глобальном докладе подчёркивается продолжающееся насилие пиратов от Нигерии до южной части Филиппин, где два члена экипажа были убиты в феврале 2017 года.

## Основные районы нападений
- Юго-Восточная Азия и Южно-Китайское море
  - Малаккский пролив[25][26]
  - Индонезия
  - Филиппины
  - Таиланд
- Западная Африка
  - Нигерия
  - Сенегал
  - Ангола
  - Гана
- Индийский океан
  - Восточная Африка
    - Сомали
    - Танзания

  - Бенгальский залив
    - Индия
    - Шри-Ланка
    - Бангладеш
- Южная Америка и Карибское море
  - Бразилия
  - Колумбия
  - Венесуэла
  - Эквадор
  - Никарагуа
  - Гайана

## Статистика пиратских нападений на морские суда
Согласно ежегодным докладам Международного морского бюро:
| Год  | Количество инцидентов | Мировой ущерб (млрд долл. США) | Средний размер выкупа (млн долл. США) (затраты — 300 000 долл. США взятки — 180 000 долл. США (2011)) |
| ---- | --------------------- | ------------------------------ | --- |
| 1991 | 107 *                 | Неизвестно                     | Неизвестно                                                                                            |
| 1992 | 106 *                 | Неизвестно                     | Неизвестно                                                                                            |
| 1993 | 102 *                 | Неизвестно                     | Неизвестно                                                                                            |
| 1994 | 90 *                  | Неизвестно                     | Неизвестно                                                                                            |
| 1995 | 188 *                 | Неизвестно                     | Неизвестно                                                                                            |
| 1996 | 227 *                 | Неизвестно                     | Неизвестно                                                                                            |
| 1997 | 247 *                 | Неизвестно                     | Неизвестно                                                                                            |
| 1998 | 192 *                 | Неизвестно                     | Неизвестно                                                                                            |
| 1999 | 300 *                 | Неизвестно                     | Неизвестно                                                                                            |
| 2000 | 469 *                 | Неизвестно                     | Неизвестно                                                                                            |
| 2001 | 344 *                 | Неизвестно                     | Неизвестно                                                                                            |
| 2002 | 370 *                 | Неизвестно                     | Неизвестно                                                                                            |
| 2003 | 344 *                 | Неизвестно                     | Неизвестно                                                                                            |
| 2004 | 329 *                 | Неизвестно                     | Неизвестно                                                                                            |
| 2005 | 276 *                 | Неизвестно                     | 0,15                                                                                                  |
| 2006 | 239 *                 | 10-20                          | Неизвестно                                                                                            |
| 2007 | 263 *                 | Неизвестно                     | Неизвестно                                                                                            |
| 2008 | 293                   | Неизвестно                     | Неизвестно                                                                                            |
| 2009 | 229                   | Неизвестно                     | 3,4                                                                                                   |
| 2010 | 445                   | 12                             | 6,4                                                                                                   |
| 2011 | 439                   | 6,9                            | 5 |
| 2012 | 297                   | Неизвестно                     | Неизвестно                                                                                            |
| 2013 | 264                   | Неизвестно                     | Неизвестно                                                                                            |
| 2014 | 245                   | Неизвестно                     | Неизвестно                                                                                            |
| 2015 | 246                   | Неизвестно                     | Неизвестно                                                                                            |
| 2016 | 191                   | Неизвестно                     | Неизвестно                                                                                            |
| 2017 | 180                   | Неизвестно                     | Неизвестно                                                                                            |
| 2018 | 201                   | Неизвестно                     | Неизвестно                                                                                            |
| 2019 | 162                   | Неизвестно                     | Неизвестно                                                                                            |
| 2020 | 195                   | Неизвестно                     | Неизвестно                                                                                            |
| 2021 | 132                   | Неизвестно                     | Неизвестно                                                                                            |
| 2022 | 115                   | Неизвестно                     | Неизвестно                                                                                            |
| 2023 | 120                   | Неизвестно                     | Неизвестно                                                                                            |

## Комментарий
1. ↑  Столь резкого и значительного